# Cölpin
Cölpin ist eine Gemeinde im Landkreis Mecklenburgische Seenplatte in Mecklenburg-Vorpommern. Sie wird vom Amt Stargarder Land mit Sitz in der Stadt Burg Stargard verwaltet.

## Geografie
Cölpin liegt etwa zwölf Kilometer östlich von Neubrandenburg in einer hügeligen Endmoränenlandschaft, die vor allem durch Ackerflächen geprägt ist. An der südlichen Gemeindegrenze verläuft der Fluss Linde. Nordöstlich grenzen die Wüstung Katzenhagen und der Neetzkaer See an.
Umgeben wird Cölpin von den Nachbargemeinden Sponholz im Norden, Neetzka im Osten, Lindetal im Süden sowie Pragsdorf im Westen.
Ortsteile der Gemeinde sind Cölpin, Hochkamp und Neu Käbelich.

## Geschichte
Der Ortsname Cölpin ist slawischen Ursprungs und bedeutet Schwanendorf (colpa=Schwan). Cölpin wurde 1290 erstmals urkundlich erwähnt, als Markgraf Albrecht III. dem Kloster Wanzka acht Hufen in colpyn (Cölpin) übertrug. Es gibt jedoch Hinweise, dass der Ort Cölpin bereits einige Jahre vorher gegründet wurde. In Urkunden wurde 1287 Jo(hannes) Kulpin als Neubrandenburger Ratsherr sowie 1305 und 1309 Arnoldus de Culpin erwähnt. Als Meister Arnold von Neubrandenburg erwarb Arnoldus 1297 die Hälfte des Ortes Holldorf. Heinrich II. der Löwe von Mecklenburg (1266–1329) belehnte 1306 Heinrich Schmidt (Hinricks Schmedess) und dessen Söhne Arnt (vermtl. Ratsherr in Neubrandenburg), Jacob und Otten mit dem Ort Cölpin und dessen Schulzenamt. Bis 1548 hatte diese Familie das Schultzengericht inne. Sie besaß bis 1945 in dem Straßenangerdorf drei von vier abgabefreien Freihufen (Höfe), die Hufen I, III und IV. Ab 1480 war Cölpin im Besitz der Familie von Dewitz, die den Ort über Jahrhunderte als Gutsdorf prägte und das Privileg der Familie Schmidt beseitigen wollte. Auf einem Landtag 1558 wurde eine Art Bauernlegen der Schulzenfamilie Schmidt mit Erfolg für von Dewitz verhandelt. Herzog Ulrich zog daraufhin die Lehnsschulzenstelle der Schmidts ein. Noch vor 1563 wurde wieder vom Herzog eine Setzschulzenstelle mit drei statt vier Freihufen übertragen.
Die von Dewitz bildeten genealogisch eine eigene Familienlinie Cölpin heraus. Vorahnen waren Otto Balthasar von Dewitz-Cölpin und seine Frau Dorothea Elisabeth von Raven. 1749 ging das Gut an den Sohn Stephan Werner von Dewitz, der als Bauherr agierte und 1780 das imposante Herrenhaus als zweigeschossigen, massiven Putzbau errichten ließ. Cölpin blieb bis 1945 Dewitzer Stammsitz. Die Größe des Lehngutes derer von Dewitz betrug nach der letzten amtlichen Ausgabe des Güter-Adressbuches Mecklenburg von 1928 1332 ha Land. Im Mittelpunkt stand, wie in vielen Regionen Nordostdeutschlands, eine große Schafsviehwirtschaft, hier mit über 1500 Tieren. Auf dem Gut standen 130 Pferde zur Verfügung. Zum Gesamtbesitz gehörten 253 ha Waldbestand. Als Verwalter agierte Administrator Friedrich Bertram zusammen mit seinem Statthalter Ratzow. Dies spricht dafür, dass Kreditbelastungen auf dem Betrieb lagen. Administratoren wurden zumeist von den Ritterschafts- und Landwirtschaftsbanken den Gutsbesitzern „zur Seite“ gestellt.
Im Jahre 1918 stellten die Schmidts den ersten frei gewählten Bürgermeister in Cölpin. Die Lehensnehmer-Familie Schmidt war Nutznießer der NS-Bauernpolitik. Der Landesbauernführer fragte 1935 im Auftrag des Reichsbauernführers Walther Darré das Grundbuchamt Neubrandenburg: Ob früher dort (in Cölpin) Bauern oder Lehnbauern oder Kossäten ansässig gewesen sind, welche im Lauf der Jahre gelegt wurden. Das Reichssippenamt dokumentierte daraufhin die ehemaligen bäuerlichen und herrschaftlichen Grundbesitzverhältnisse. Das Gut der von Dewitz musste infolgedessen 221 ha Land und das Vorwerk Hochkamp mit 84,77 ha abtreten. Ein Schmidt pachtete das Vorwerk.
Letzter Gutsbesitzer war nach dem Genealogischen Handbuch des Adels der mecklenburg-schwerinsche Landdrost Friedrich von Dewitz (1883–1967), verheiratet mit Marie-Agnes von Wedel. Das Ehepaar hatte vier Töchter.
Im Jahre 1945 wurde auf der Hufe I ein Schmidt-Haus vorübergehend geräumt, um eine russische Kommandantur und einen Kontrolldurchlass mit Schlagbaum einzurichten. 1946, nach der Bodenreform, erhielten 103 Neubauern Land aus dem ehemaligen Grundbesitz der Herren von Dewitz. Im Jahr 1953 wurden Örtliche Landwirtschaftsbetriebe und 1960 die Landwirtschaftliche Produktionsgenossenschaft (LPG) „Vorwärts“ gegründet. Nach 1990 wurde die LPG aufgelöst; es entstanden wieder privat geführte Landwirtschaftsbetriebe.

## Märkisch-fränkische Haus- und Gehöftsformen
Historische Gehöftsformen des 14. Jahrhunderts sind noch in den Plänen der Schmidtschen Hufen (rot) zu erkennen (Woldegker Chaussee 11–13). Die Gründerhöfe zeigen das Wohnhaus/Dielenhaus an der Längsseite. Charakteristisch ist eine Querdiele, der Eingang befand sich an der Traufseite zum Innenhof. Der Küchenkamin war im Zentrum des Hauses. Typisch für einen Dreiseitenhof wurden Stall und Scheune links und rechts des Wohnhauses angebaut, der Hof ist für den Lichteinfall nach Süd-Ost offen. Die Ställe zur Straße waren sogenannte Torställe, mit einer mittigen Tordurchfahrt auf die dreiseitig geschützten Höfe. Die Draufsicht von 1885 zeigt noch zwei und der Plan von 1912 noch eins dieser Beispiele der historischen Hofanordnung. In der Skizze von 1758 ist die Parzellierung der Schmidtschen Hufen gevierteilt; wahrscheinlich wurden zu dieser Zeit schon die ersten der historischen Hofanordnungen geändert und überbaut. Eine Familie Schmidt zog Mitte des 19. Jahrhunderts in die vom Wallteich nach Osten verlegte neue Ziegelei ein. Im Jahre 1943 gab es wieder eine Dreiteilung der Schmidtschen Höfe in Hufe I, III und IV. Die 650 Jahre alten Hofanordnungen aus der Märkischen Gründerzeit sind nicht mehr erkennbar und die Nachkommen des Lokators auch nicht mehr im Ort zu finden. Ein Zeugnis eines Vorgängerhofes der Hufe I des 15. Jahrhunderts war die Wiederverwendung eines mittelalterlichen Wolfsgitters in dem Vorratsraumküchenfenster des Wohnhauses.

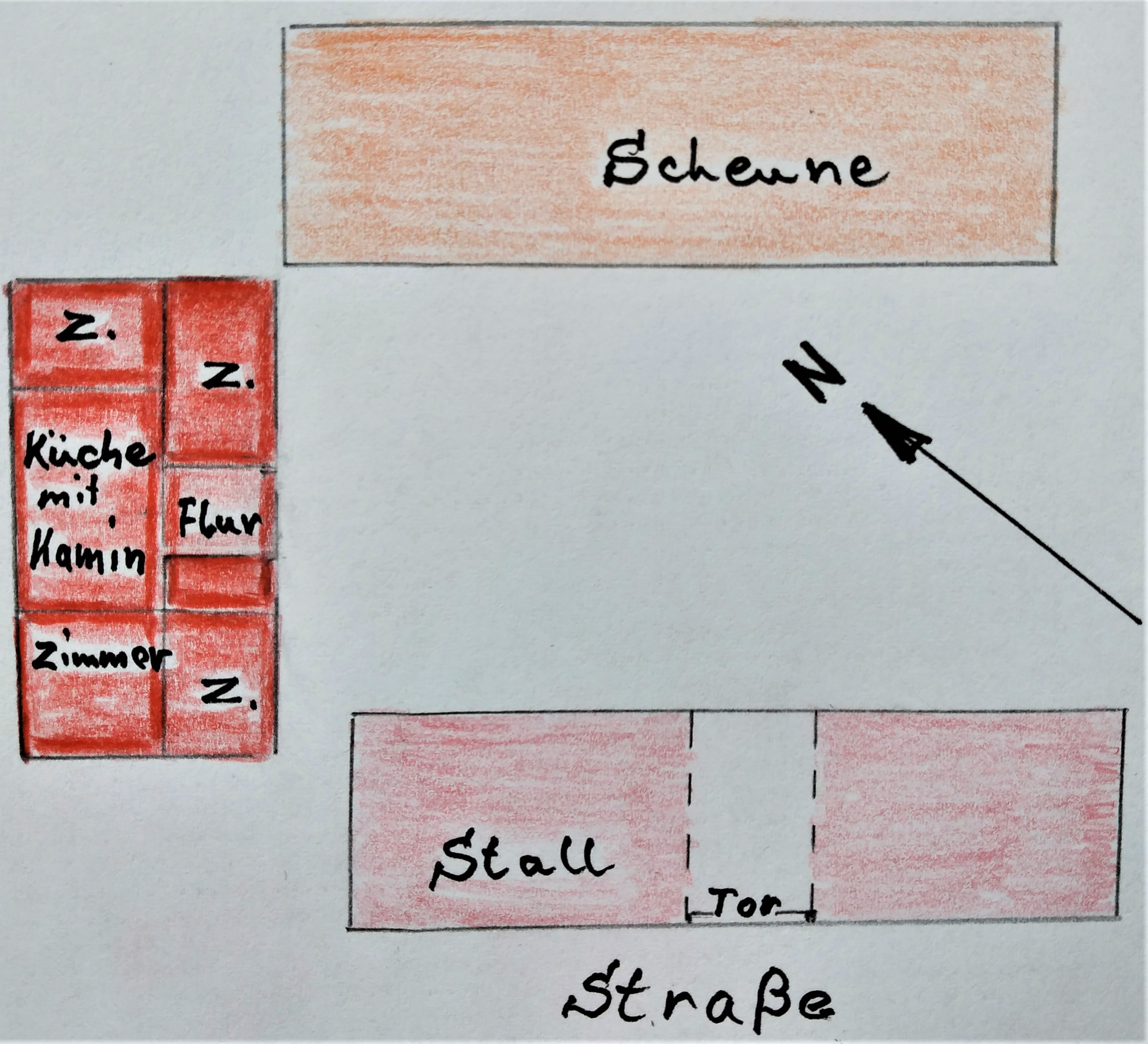
Anordnung Dreiseitenhof um 1300
Dreiseitenhof Hufe I Wohnhaus um 1908
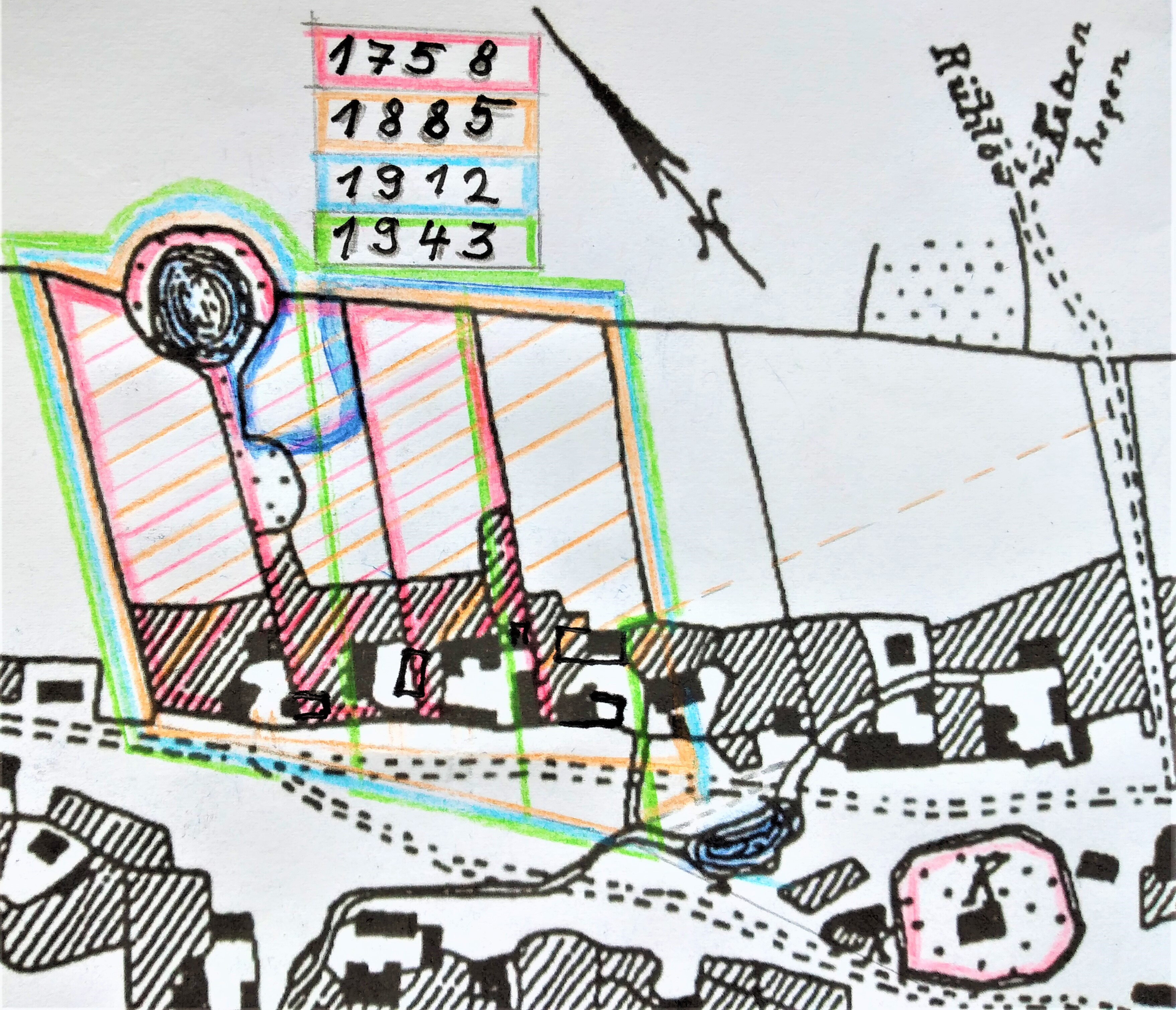
Dreiseitenhöfe im Vergleich um 1758
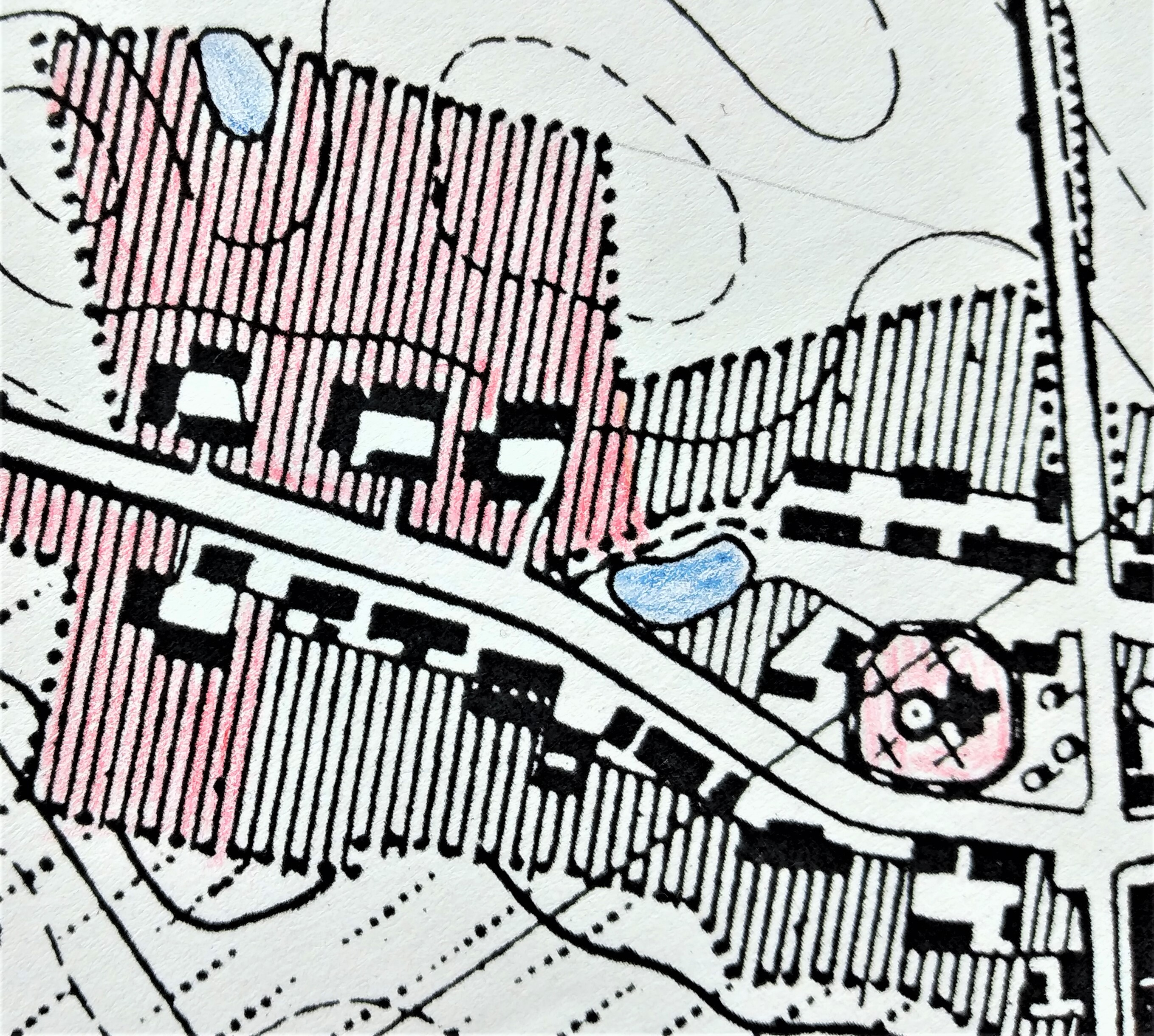
Dreiseitenhöfe um 1885
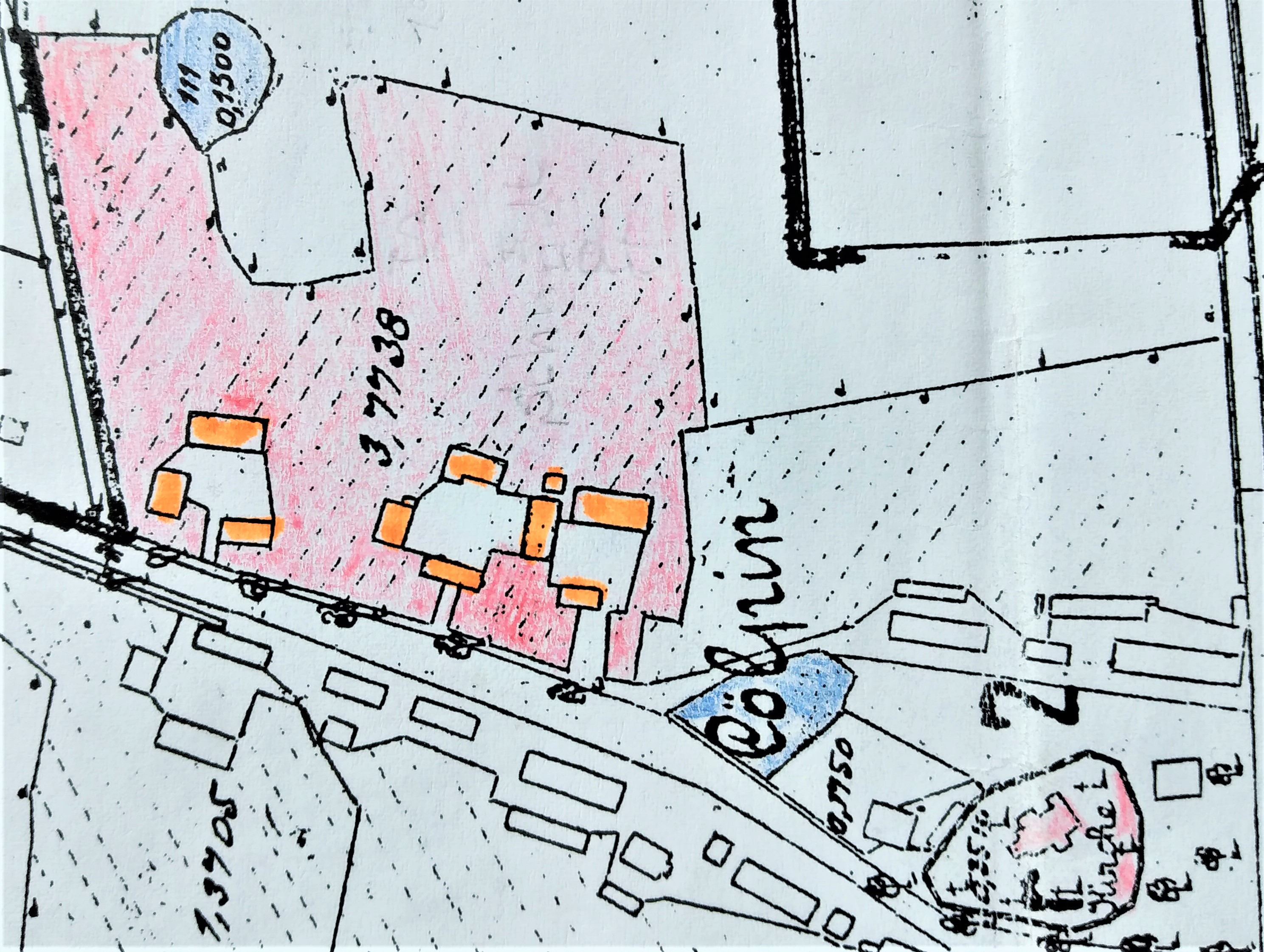
Dreiseitenhöfe um 1912
Dreiseitenhof Hufe I Straßenseite um 1908
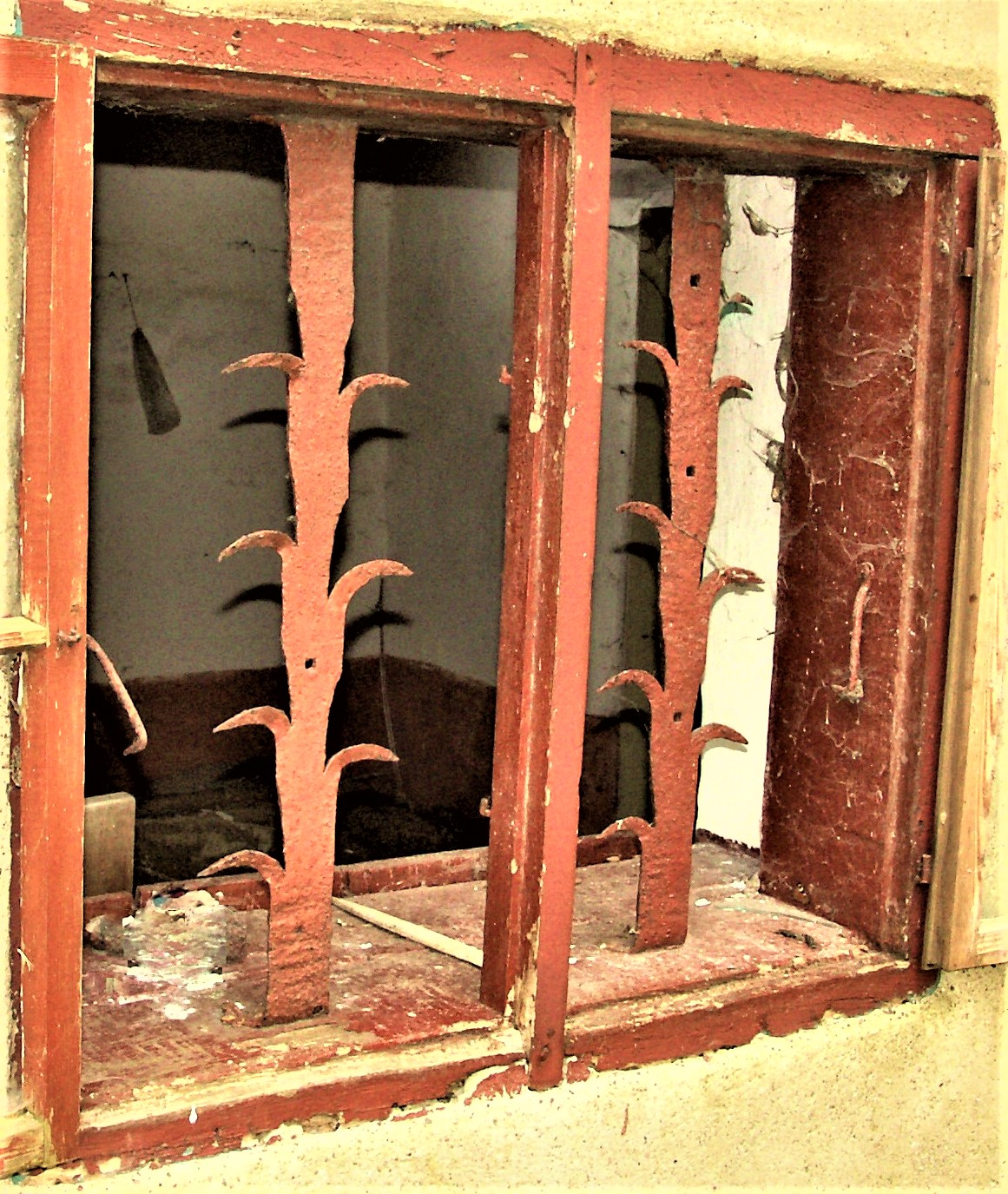
Wolfsgitter am Küchenfenster

### Huldigungsplatz zu Cölpin

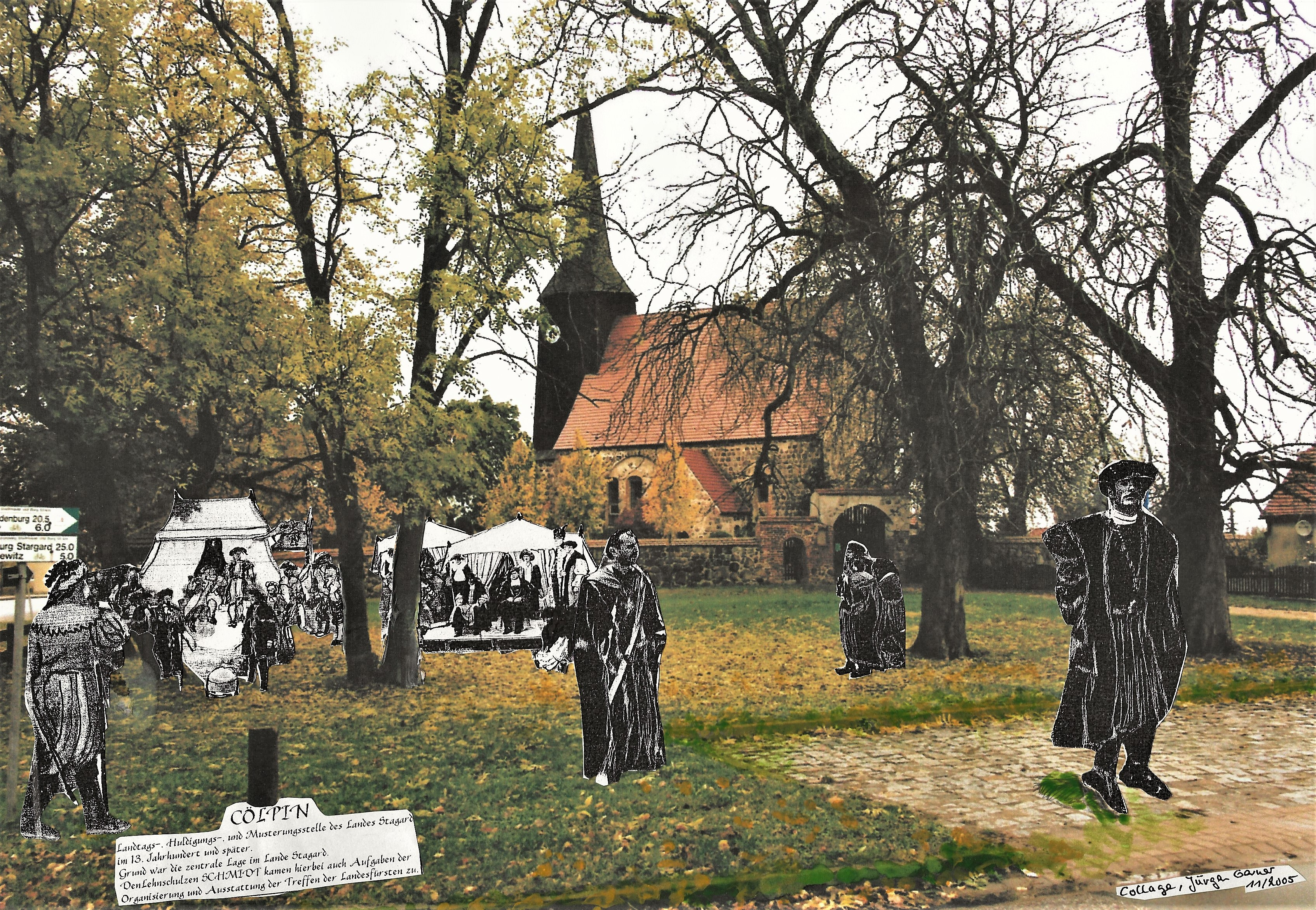
Fiktive Landtagsszene um 1548 in Cölpin, Collage J. Gerner

Durch die zentrale Lage des Ortes wurde Cölpin zum Schauplatz von Entscheidungen des Landes Stargard. Auf einem Platz an der Kirche ließ sich der Fürst Heinrich II. der Löwe von Mecklenburg von den Stargarder Ständen huldigen. Auf dem Platz fanden bis ins 16. Jahrhundert Landtage statt, für 1488 ist ein Landtag der Stargarder Stände belegt. Hier wurden nach Claus Josias von Behr auch Musterungen im Stargardischen durchgeführt.

### Eingemeindungen
Hochkamp wurde am 1. Juli 1950 eingemeindet. Neu Käbelich gehört seit dem 13. Juni 2004 zu Cölpin.

## Politik

### Wappen
| Wappen von Cölpin | Blasonierung: „In Rot auf erniedrigtem blauem Wellenschildfuß, darin ein silberner Wellenfaden, ein schwimmender, golden beschnabelter und gezungter silberner Schwan, überhöht von drei goldenen Deckelbechern balkenweise.“ |
| Wappen von Cölpin | Wappenbegründung: Im Wappen soll der Schwan den Bezug zu dem aus dem Slawischen stammenden Ortsnamen (kolp’ = Schwan) herstellen. Der Wellenschildfuß mit dem Wellenfaden verweist auf die in der Gemeindeflur liegenden kleinen Gewässer. Mit den aus dem Wappen der Familie von Dewitz, das in Rot drei (2:1) goldene Deckelbecher zeigt, entlehnten Figuren soll zum einen an die Familie erinnert werden, die nachweislich seit Ende des 13. Jh. Besitz in der Umgebung und seit 1417 auch in Cölpin hatte und deren Familiengeschichte über Jahrhunderte eng mit der Geschichte des Ortes verknüpft ist. Zum anderen sollen die Deckelbecher von der Anzahl her die drei Ortsteile versinnbildlichen. Das Wappen wurde von dem Neubrandenburger Lothar Herpich gestaltet. Es wurde am 14. August 2007 durch das Ministerium des Innern genehmigt und unter der Nr. 316 der Wappenrolle des Landes Mecklenburg-Vorpommern registriert. |

### Flagge
Die Flagge wurde von dem Cölpiner Joachim Jünger gestaltet und am 14. Oktober 2008 durch das Ministerium des Innern genehmigt.
Die Flagge besteht aus weißem Tuch. Es ist in der Mitte mit dem Gemeindewappen belegt, das zwei Drittel der Höhe des Flaggentuchs einnimmt. Die Höhe des Flaggentuchs verhält sich zur Länge wie 3:5.

### Dienstsiegel
Das Dienstsiegel zeigt das Gemeindewappen mit der Umschrift „GEMEINDE STAVEN • LANDKREIS MECKLENBURGISCHE SEENPLATTE •“.

## Sehenswürdigkeiten und besondere Objekte
Cölpin
- Herrenhaus von um 1780[20] mit Parkanlage[21][22]
- Dorfkirche aus dem 13. Jahrhundert[23]
- Alte Schmiede von um 1820

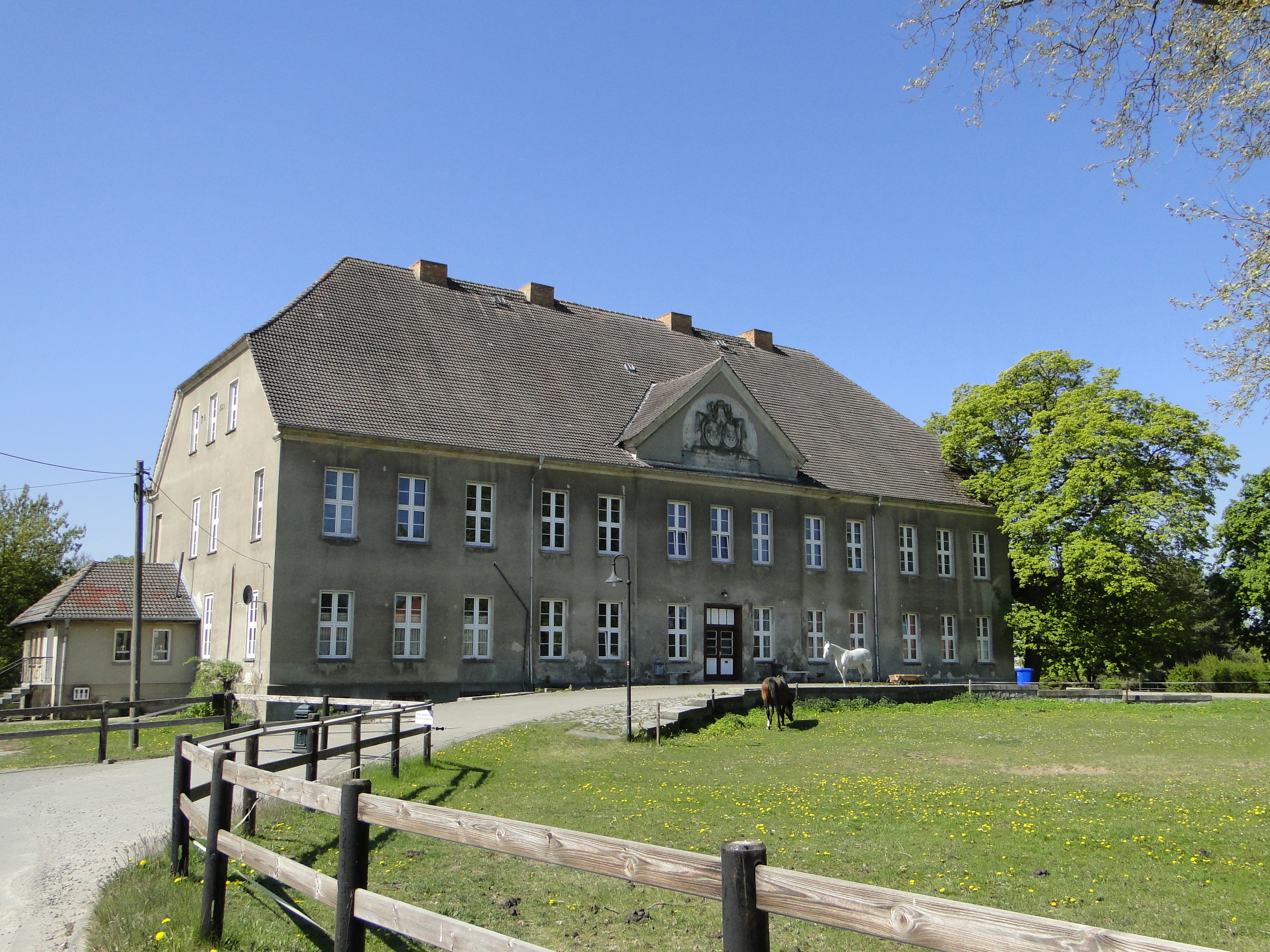
Gutshaus Cölpin
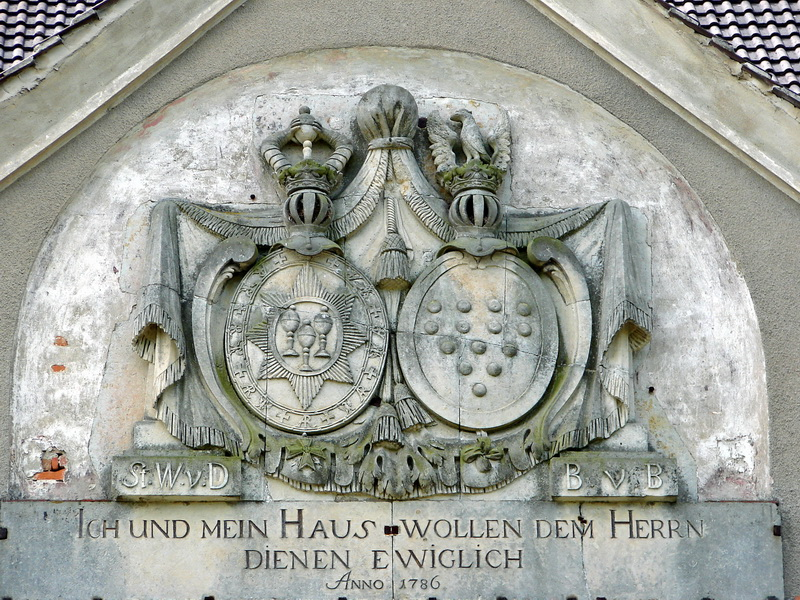
Allianzwappen von Dewitz/von Bülow am Gutshaus von 1786
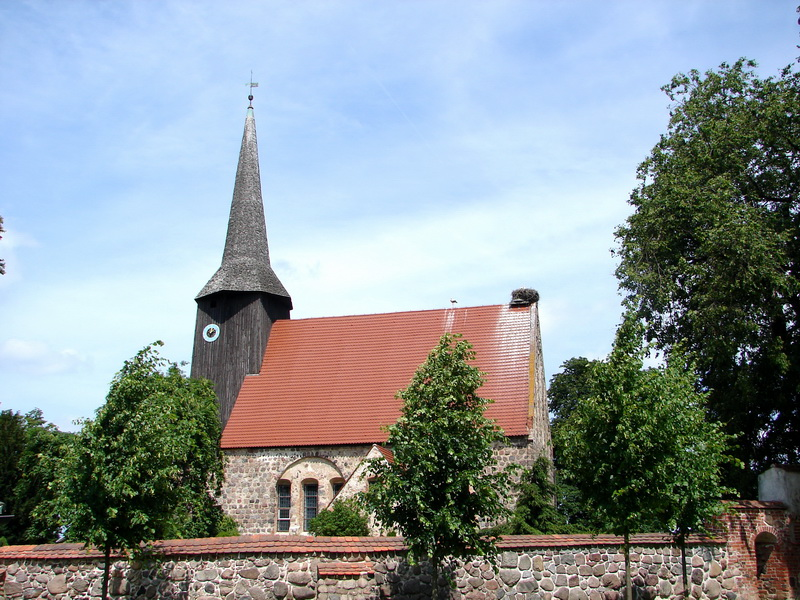
Dorfkirche Cölpin
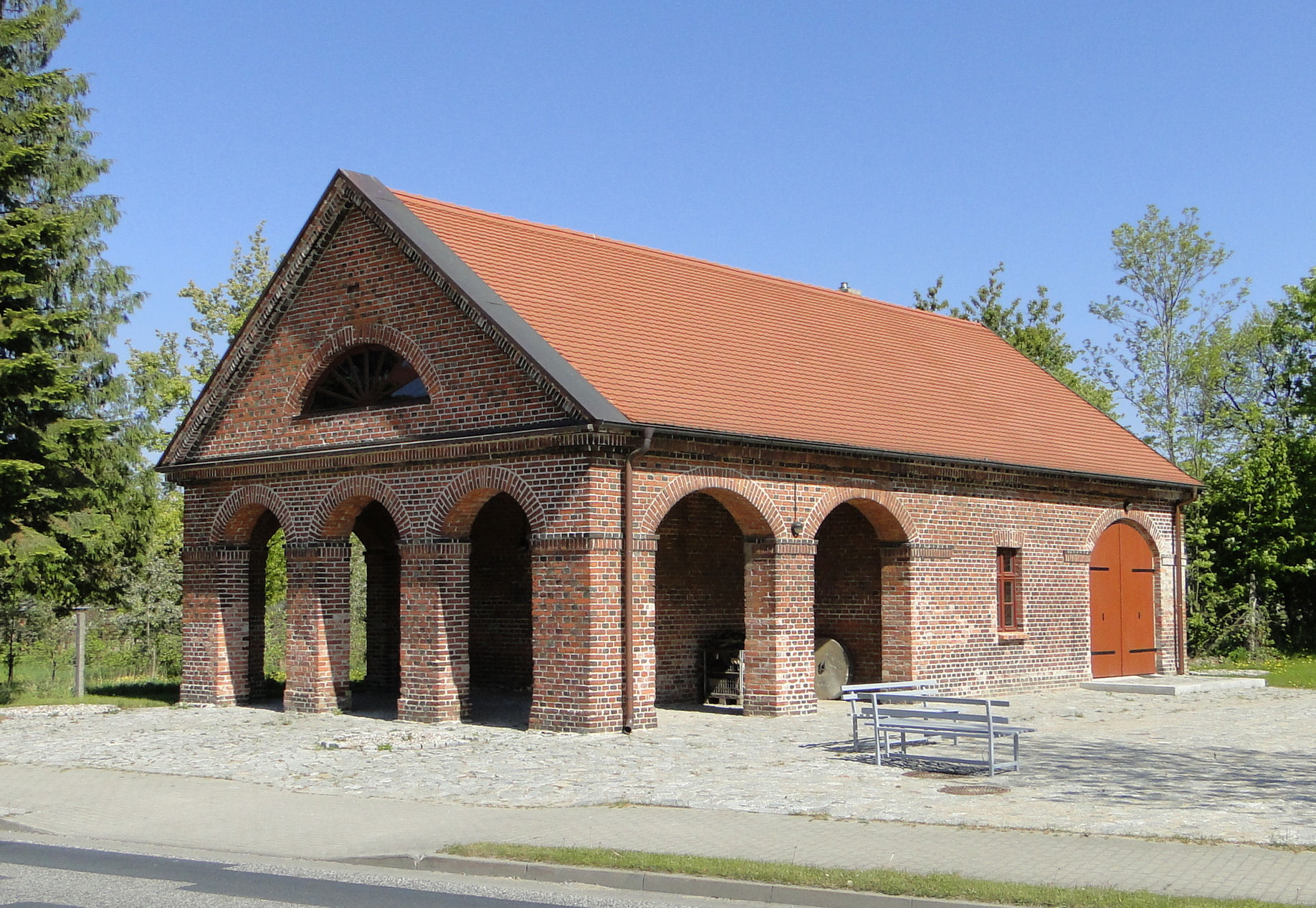
Alte Schmiede Cölpin

Neu Käbelich
- Kapelle Neu Käbelich
- Gutshaus Neu Käbelich; eingeschossiger Putzbau von 1908 mit Mansarddach und Mittelrisalit.

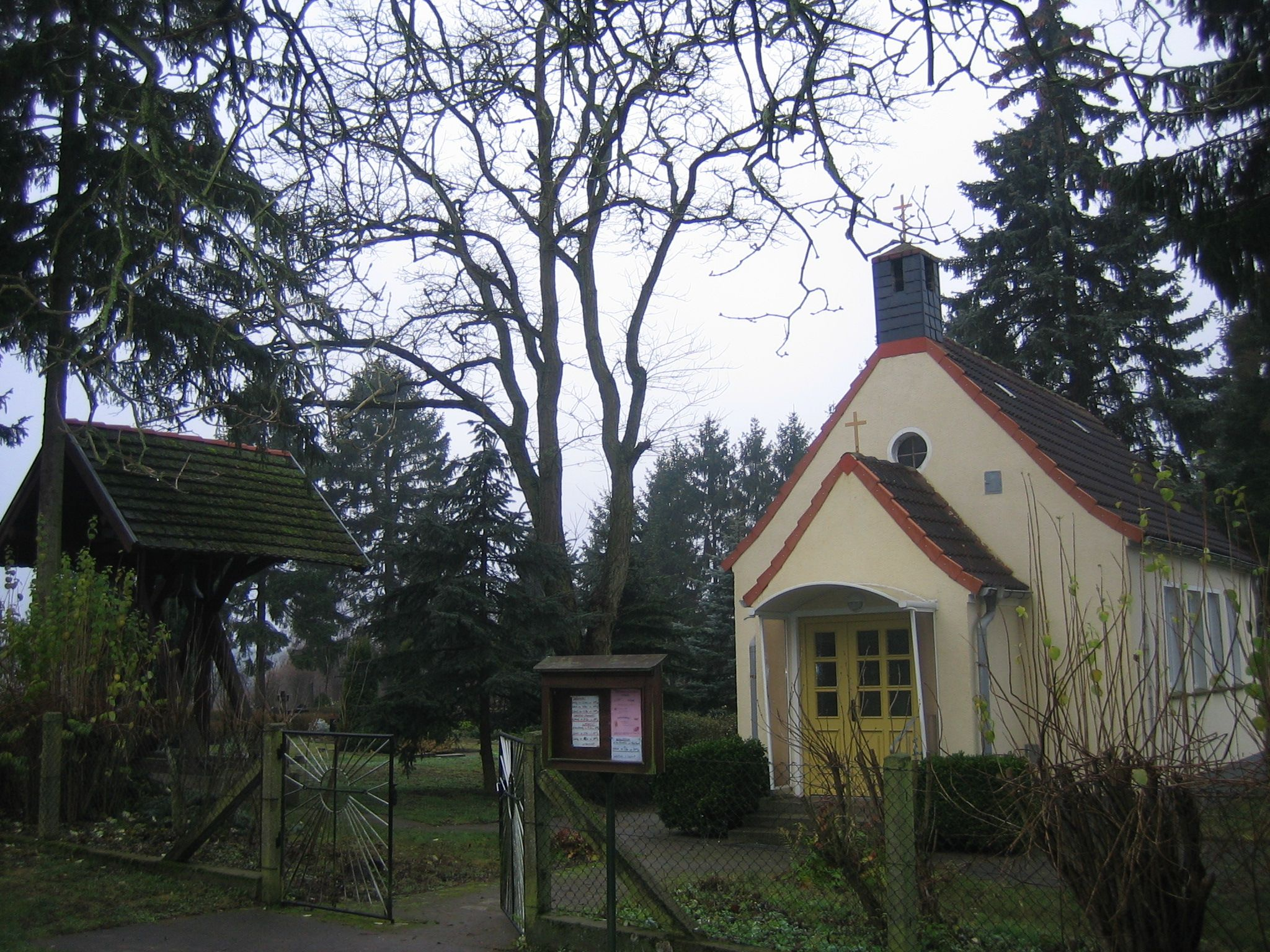
Kapelle Neu Käbelich

Militärobjekte der ehemaligen NVA der DDR
- NVA-Hubschrauberlandeplatz 3301, Cölpin, Größe 676 Quadratmeter, Gefechtsstand 33 der 3. LVD, heute Radarführungsabteilung 16 der Bundeswehr[24]
- NVA-Hubschrauberlandeplatz 3302, Katzenhagen, Größe 10.000 Quadratmeter, Rückwärtige Führungsstelle der 3. LVD

## Historische Gewerbeentwicklung
- Ziegelei / Ziegelherstellung

Die im Ort befindlichen Teiche wurden zur Tongewinnung ausgehoben. In den Kirchenbüchern/Einwohnerbüchern sind mehrere Zieglermeister genannt.
Nach der Tonausbeute Ende des 19. Jahrhunderts zogen die Zieglerfamilien fort, so auch der Zieglermeister Schmidt nach Woldegk, Sülte, Zinzow und schließlich nach Hagenow.
- Landwirtschaft

Die riesigen Gutsscheunen zeugen von der florierenden Bewirtschaftungen der Gutsherren von Dewitz im 18. und 19. Jahrhundert. Zur Leitung des Gutes wurden Inspektoren und Statthalter eingesetzt. Bis auf die vier Freihufen der Familie Schmidt war in Cölpin und in Dewitz vor 1918 der Grund und Boden in Gutsbesitzerhand.

## Verkehrsanbindung
Durch Cölpin verläuft die Bundesstraße 104. Das nördliche Gemeindegebiet wird von der Bahnstrecke Bützow–Szczecin tangiert, der nächste im Personenverkehr bediente Haltepunkt befindet sich in Neetzka. Die Bundesautobahn 20 ist über die Anschlussstellen Neubrandenburg-Ost und Friedland i. M. erreichbar.

## Ehemalige Schultheiße, Schulzen, Gemeindevorsteher, Statthalter, Bürgermeister
- 1306 Heinrich Schmidt
- 1548 Bartel, Schultheiß
- 1548 bis 1918 Herren von Dewitz
- 1900 Ernst Ratzow, Statthalter des Schlossgutes Cölpin
- 1918 Johannes Schmidt, Gemeindevorsteher

## Persönlichkeiten
- Heinrich Schmidt (* um 1250; † vor 1320), Hinrichs Smeders, Lokator und erster Schultheiß zu Cölpin, erhielt das Dorf von Herzog Heinrich II. als Lehen[25]
- Stephan Werner von Dewitz (1726–1800), Präsident des Geheimen Rates von Mecklenburg-Strelitz, später von Mecklenburg-Schwerin.
- Friedrich von Dewitz (1813–1888), Gutsbesitzer und Mitglied des Deutschen Reichstags
- Friedrich von Dewitz (1843–1928), Staatsminister von Mecklenburg-Strelitz
- Friedrich von Dewitz (* 19. Januar 1883; † 8. Juli 1967), Rittergutsbesitzer von Cölpin